# 谢莉·曼
谢莉·曼（英語：Shelley Mann，1937年10月15日—2005年3月24日），美国女子游泳运动员。她曾代表美国参加1956年夏季奥林匹克运动会游泳比赛，获得一枚金牌和一枚银牌。